# Asfendiou (Cos)
Asfendiou es una localidad griega del Dodecaneso, en la Isla de Cos, en el Mar Egeo.

## Geografía
Administrativamente pertenece al municipio de Cos de la Unidad Regional de Kos. Agrupa otros núcleos cercanos y pequeños como Agios Dimitrios, Asomati, Zia y Lagoudi. Según el censo de 2011, cuenta con 84 habitantes.
Se encuentra a 14 kilómetros al suroeste de la ciudad de Cos, en las laderas del monte Dikeos, en un entorno con rica vegetación de olivos, cipreses, pinos, etc. Está habitada por unos 100 habitantes permanentes, cuyas principales actividades son la viticultura y la producción de aceite de oliva.

## Demografía
| 1991 | 2001 | 2011 |
| ---- | ---- | ---- |
| 135  | 96   | 84   |

## Historia

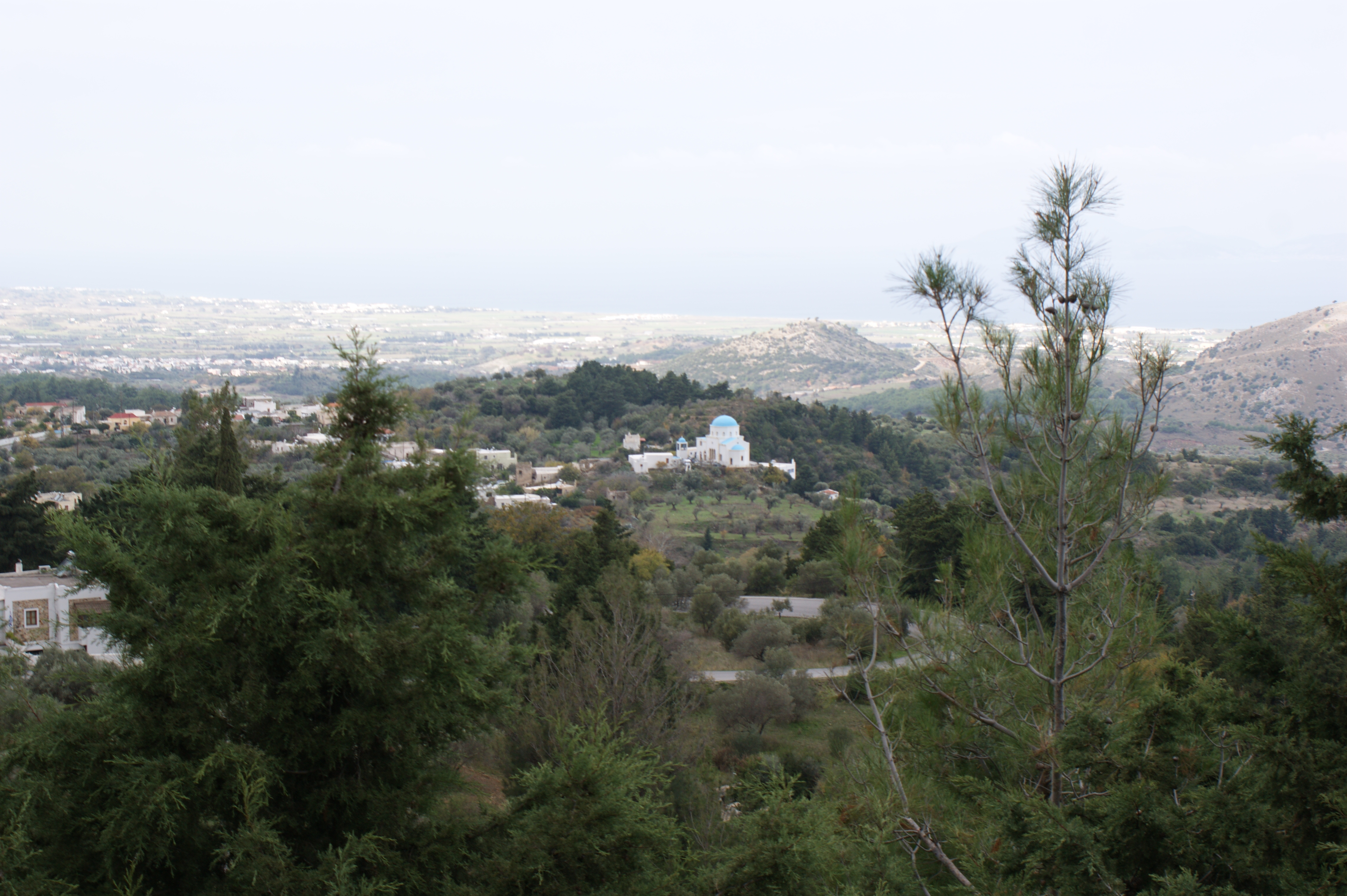
Isla de Kos en Grecia - Vista desde la ruta de senderismo hasta el Monte Dikeos, a Asfendiou y Tigaki

Históricamente, el antiguo pueblo floreció entre los años 1850 y 1940. En el censo de 1951, sus habitantes alcanzaban los 2.800, pero en la década siguiente fue abandonado en masa, debido a la emigración a Alemania, Australia, Canadá y Estados Unidos. Como resultado, el desarrollo de la agricultura y el turismo se reducen al mismo tiempo. En las décadas siguientes, se observa poco crecimiento demográfico en los asentamientos vecinos de las tierras bajas, p. Zipari, que resulta de la repatriación de inmigrantes y del movimiento de residentes locales desde las zonas más montañosas.
Es de gran importancia arquitectónica, ya que mantiene su carácter neogriego histórico, ya que muchos de los pueblos de la isla han perdido su carácter tradicional, mientras que el país de la isla ha sido influenciado por elementos italianos. Su característica especial son las numerosas "torres", construidas como fortalezas. En 1983 fue declarada localidad protegida por el Ministerio de Cultura.
El pueblo está dividido en dos barrios: Evangelistria, o Pera Geitonia, y Asomatos. La iglesia de Asomatos data del siglo XI, aunque también se conservan las ruinas de la basílica paleocristiana de San Pablo. En el área más amplia de Asfendiou, se ubica el antiguo municipio de Phyxiotes, como lo demuestran las inscripciones encontradas en la zona.